# Joey (série de televisão)
Joey (No Brasil, Vida de Artista, e em Portugal, Joey) é uma sitcom estadunidense criada por Scott Silveri e Shana Goldberg-Meehan, que estreou na NBC em 9 de setembro de 2004, como um spin-off da série de televisão Friends. A série seguiu um dos personagens principais de Friends, Joey Tribbiani, enquanto ele se mudava para Hollywood com a esperança de se tornar um grande ator. Joey ficou no ar por duas temporadas antes de ser cancelada pela NBC em 23 de agosto de 2006, devido à baixa audiência.
A série foi exibida também no Brasil em 2006 pelo SBT, em versão dublada e sendo exibida nas madrugadas da emissora. Na TV paga, foi exibida no canal Warner Channel, no áudio original com legendas.

## Antecedentes e fim deFriends
Após o final da série Friends em 2004, Matt LeBlanc assinou um contrato para a possível realização de um spin-off. Os produtores de Friends, Marta Kauffman e David Crane, não estavam interessados nesse spin-off. O episódio piloto foi lançado em screener para um público teste e membros da indústria do entretenimento para uma prévia do show e angariação de negócios. O screener foi posteriormente vazado na internet e, portanto, recebeu críticas muito mais amplas do que o inicialmente esperado e concebido. Houve poucas diferenças entre o episódio piloto vazado em screener e a versão que foi originalmente transmitida. A série teve um bom desempenho nas classificações da Nielsen Ratings em sua primeira temporada (2004–2005) e foi posteriormente renovada para uma segunda temporada (2005–2006).

## Episódios

### Resumo
| Temporada | Temporada | Episódios | Episódios | Originalmente exibido  | Originalmente exibido |
| Temporada | Temporada | Episódios | Episódios | Estreia da temporada   | Final da temporada    |
| --------- | --------- | --------- | --------- | ---------------------- | --------------------- |
|           | 1         | 24        | 24        | 9 de setembro de 2004  | 12 de maio de 2005    |
|           | 2         | 22        | 22        | 22 de setembro de 2005 | 23 de agosto de 2006  |

### Temporada 1 (2004–05)
| N.º geral | N.º na temp. | Título                          | Dirigido por     | Escrito por                                             | Exibição original                            | Audiência (milhões) |
| --- | ------------ | ------------------------------- | ---------------- | ------------------------------------------------------- | -------------------------------------------- | ------------------- |
| 1 | 1            | "Pilot"                         | Kevin S. Bright  | Shana Goldberg-Meehan & Scott Silveri                   | 9 de setembro de 2004                        | 18.55               |
| Quando o novo programa de TV de Joey é cancelado e o show que ele recusou é um grande sucesso, Joey se lamenta e vai em busca de trabalho. O sobrinho de Joey quer deixar a casa de sua mãe e morar com seu tio legal, mas tem medo de contar a ela. |              |                                 |                  |                                                         |                                              |                     |
| 2 | 2            | "Joey and the Student"          | Kevin S. Bright  | Scott Silveri & Shana Goldberg-Meehan                   | 16 de setembro de 2004                       | 15.37               |
| Quando Joey planeja ensinar Michael a pegar as mulheres, Gina se convida, embora os caras não queiram que ela venha. Joey descobre que Alex é aquele que tem colocado notas de reclamações sobre tudo o que ele faz e que todo mundo a odeia por causa disso. |              |                                 |                  |                                                         |                                              |                     |
| 3 | 3            | "Joey and the Party"            | Gail Mancuso     | Robert Carlock                                          | 23 de setembro de 2004                       | 14.87               |
| Joey e Michael planejam uma festa, com a esperança de que Joey faça um novo amigo. O rival da faculdade de Michael anuncia que ele vai aparecer com sua namorada, Michael tenta competir com a ajuda de Alex para jogar sua namorada falsa. |              |                                 |                  |                                                         |                                              |                     |
| 4 | 4            | "Joey and the Book Club"        | Andrew D. Weyman | John Quaintance                                         | 30 de setembro de 2004                       | 13.59               |
| Para atrair uma garota em seu clube do livro, Michael atribui um romance romântico ao grupo. No entanto, quando ele tenta fazer a sua jogada, ele descobre que ela já está apaixonada por Joey. Gina faz um acordo com Alex para conseguir mais trabalho. |              |                                 |                  |                                                         |                                              |                     |
| 5 | 5            | "Joey and the Perfect Storm"    | David Schwimmer  | Vanessa McCarthy                                        | 7 de outubro de 2004                         | 12.83               |
| Quando Joey consegue o trabalho de estudar para três peças diferentes, isso o deixa em uma situação difícil quando todos os três atores principais ficam doentes. Enquanto isso, há um apartamento vazio no complexo, e Joey, Michael e Alex tentam escondê-lo de Gina. |              |                                 |                  |                                                         |                                              |                     |
| 6 | 6            | "Joey and the Nemesis"          | Kevin S. Bright  | Sherry Bilsing-Graham & Ellen Plummer                   | 14 de outubro de 2004                        | 13.37               |
| Um ator chamado Brian Michael David Scott repetidamente engana Joey em falta de audições. Quando Michael fica doente, Gina se muda para o lugar de Joey para cuidar dele, e Joey se muda para o lugar de Gina para se afastar deles. No entanto, quando Joey fica na Gina, seu namorado secreto confunde Joey por ela, e se aconchega a ele. |              |                                 |                  |                                                         |                                              |                     |
| 7 | 7            | "Joey and the Husband"          | Gail Mancuso     | Brian Kelley                                            | 21 de outubro de 2004                        | 11.69               |
| Alex diz a Joey que seu marido pode ser ameaçado por ele. Quando Joey finalmente conhece o marido de Alex, Eric, ele fica chocado quando Eric não é ameaçado por ele. Joey decide doar suas economias para Gina para que ela possa abrir seu próprio salão, mas ela tem dúvidas. |              |                                 |                  |                                                         |                                              |                     |
| 8–9 | 8–9          | "Joey and the Dream Girl"       | Gary Halvorson   | Brian Buckner Robert Carlock                            | 4 de novembro de 2004 11 de novembro de 2004 | 12.56 11.69         |
| A amiga do ensino médio de Gina, Donna, que Joey costumava ter uma grande paixão, os visita. Joey promete a Gina que ele não fará nada com Donna, que está se divorciando, mas não consegue resistir. Michael descobre que ele costumava ser um grande jogador de beisebol quando era mais jovem. Joey tenta planejar a semana perfeita para Donna, então ela o escolherá por causa do marido, que está tentando se reconciliar com ela. Alex descobre que ela pode conseguir coisas grátis porque ela é uma "garota gostosa". |              |                                 |                  |                                                         |                                              |                     |
| 10 | 10           | "Joey and the Big Audition"     | Sheldon Epps     | John Quaintance                                         | 18 de novembro de 2004                       | 11.92               |
| Na festa de ex-alunos da Alex Northwestern, Joey é confundido com um ex-aluno de um produtor de cinema. Isso o ajuda a fazer um teste para um novo programa chamado "Deep Powder", descrito como "Baywatch em esquis". No entanto, Joey logo descobre que a audição não é para o personagem principal, mas para o pai do líder. |              |                                 |                  |                                                         |                                              |                     |
| 11 | 11           | "Joey and the Road Trip"        | Kevin S. Bright  | Vanessa McCarthy                                        | 2 de dezembro de 2004                        | 11.44               |
| Joey consegue um emprego como jurado de celebridades para o concurso Miss Southwestern USA, em Las Vegas. Lá, Joey dorme com uma mulher, sem perceber que ela é uma concorrente, enquanto Alex vai a um concerto de Celine Dion e Michael ensina Gina a contar cartas. |              |                                 |                  |                                                         |                                              |                     |
| 12 | 12           | "Joey and the Plot Twist"       | Kevin S. Bright  | Jon Pollack & Craig DeGregorio                          | 9 de dezembro de 2004                        | 10.20               |
| Em uma conferência de imprensa para Deep Powder , Joey acidentalmente revela uma reviravolta na história, levando-o a acreditar que seu personagem será morto no primeiro episódio. Enquanto isso, quando o calor da Califórnia torna difícil para Joey entrar no espírito natalino, Gina, Michael e Alex decoram o apartamento de Joey para o Natal. |              |                                 |                  |                                                         |                                              |                     |
| 13 | 13           | "Joey and the Taste Test"       | David Schwimmer  | Shana Goldberg-Meehan & Scott Silveri                   | 6 de janeiro de 2005                         | 12.51               |
| Depois que Gina ensina Alex a fazer lasanha, Joey e Michael são forçados a participar de um teste de sabor. O relacionamento de Joey com Katie o deixa em apuros com o produtor executivo. |              |                                 |                  |                                                         |                                              |                     |
| 14 | 14           | "Joey and the Premiere"         | Kevin S. Bright  | Matt Hubbard                                            | 13 de janeiro de 2005                        | 12.26               |
| Joey traz Gina, Michael e Alex para a estréia de "Deep Powder". O encontro de Gina é com o ex-namorado de Lauren e Alex é lésbica. Michael deve decidir entre uma garota e o ator de Star Trek (ator convidado Brent Spiner como ele mesmo), e Joey beija Lauren. |              |                                 |                  |                                                         |                                              |                     |
| 15 | 15           | "Joey and the Assistant"        | Andrew D. Weyman | John Quintance & Brian Kelley                           | 20 de janeiro de 2005                        | 12.55               |
| Joey contrata um assistente chamado Glenn, que acaba por ser perfeito. No entanto, depois que ele começa a namorar Gina, as coisas começam a descer. Enquanto isso, Alex detém uma mediação entre Michael e seu amigo Seth sobre uma disputa de patentes. |              |                                 |                  |                                                         |                                              |                     |
| 16 | 16           | "Joey and the Tonight Show"     | Andrew D. Weyman | Doty Abrams                                             | 3 de fevereiro de 2005                       | 9.96                |
| Joey deve aparecer em The Tonight Show with Jay Leno , mas fica preso no tráfego pesado. No trânsito, Michael acaba preso ao lado de um cara que ele deu o dedo, e Gina conhece dois caras. |              |                                 |                  |                                                         |                                              |                     |
| 17 | 17           | "Joey and the Valentine's Date" | Andrew D. Weyman | Brian Kelley & Robert Carlock                           | 10 de fevereiro de 2005                      | 11.40               |
| Joey involuntariamente faz um encontro com uma repórter da revista People no Dia dos Namorados, o que faz com que ela acredite que Joey está à procura de um relacionamento sério. Um Alex bêbado revela segredos sexuais para Gina, e Michael se torna "uma das garotas" depois de uma tentativa de atingir um grupo de garotas. |              |                                 |                  |                                                         |                                              |                     |
| 18 | 18           | "Joey and the Wrong Name"       | Kevin S. Bright  | Sherry Bilsing-Graham, Ellen Plummer & Matt Hubbard     | 17 de fevereiro de 2005                      | 9.84                |
| Joey é nomeado para o Daytime Soap Award, e ele também está apresentando um prêmio, mas acaba anunciando o nome errado. Ele traz Gina, que fica desconfortável porque ela é forçada por Joey a se vestir diferente de si mesma. |              |                                 |                  |                                                         |                                              |                     |
| 19 | 19           | "Joey and the Fancy Sister"     | Gary Halvorson   | Robert Carlock & Brian Buckner                          | 24 de fevereiro de 2005                      | 9.96                |
| A irmã de Joey, Mary Theresa, vem visitá-lo, Gina não gosta. Quando Mary Theresa descobre que seu anel de noivado é falso, ela decide cancelar seu casamento e ficar em Los Angeles, fazendo com que Joey e Gina tentem encontrar uma maneira de fazê-la voltar para Nova York. Enquanto isso, Michael está alheio que uma garota gosta dele. |              |                                 |                  |                                                         |                                              |                     |
| 20 | 20           | "Joey and the Neighbor"         | Gary Halvorson   | Nicholas Darrow & Vanessa McCarthy                      | 24 de março de 2005                          | 8.76                |
| Joey começa a namorar sua nova e gostosa vizinha Sara, mas Joey se esquece de cancelar sua data de backup no mesmo dia. Eric está de volta pela primeira vez em dois meses, mas Alex e ele têm problemas depois de ficarem separados por tanto tempo. |              |                                 |                  |                                                         |                                              |                     |
| 21 | 21           | "Joey and the Spying"           | Kevin S. Bright  | Tracy Reilly & Brian Buckner                            | 21 de abril de 2005                          | 7.51                |
| Mesmo que Joey e Sara concordaram em ver outras pessoas, Joey percebe que ele se importa muito com ela. Alex e Eric se separaram, levando Eric a se mudar para o apartamento ao lado. Alex vê Eric com outra mulher e espiona ele. Gina quer terminar com Glenn e diz a ele que o motivo é porque Michael não gosta dele, fazendo com que Glenn tente se aproximar dele. |              |                                 |                  |                                                         |                                              |                     |
| 22 | 22           | "Joey and the Temptation"       | Sheldon Epps     | Craig DeGregorio, Sherry Bilsing-Graham & Ellen Plummer | 5 de maio de 2005                            | 7.46                |
| Joey e Sara se tornam exclusivos, mas Joey tem uma cena de amor com Deep Powder. Joey traz Michael junto para ajudá-lo a resistir a ela. Alex descobre que Eric beijou outra mulher. |              |                                 |                  |                                                         |                                              |                     |
| 23 | 23           | "Joey and the Breakup"          | Andrew D. Weyman | John Quintance & Nicholas Darrow                        | 12 de maio de 2005                           | 8.56                |
| Joey ajuda Sara a conseguir uma entrevista com Newsweek, mas ela recebe um emprego em Washington, D.C. Gina conhece a nova namorada de Michael, que acaba sendo uma mulher muito mais velha. Enquanto isso, Alex luta com o divórcio dela, e Gina tenta animá-la. |              |                                 |                  |                                                         |                                              |                     |
| 24 | 24           | "Joey and the Moving In"        | Kevin S. Bright  | Scott Silveri & Shana Goldberg-Meehan                   | 12 de maio de 2005                           | 8.56                |
| Joey enlouquece depois de pedir a Sara para morar com ele. Alex não sabe como agir em seu primeiro encontro depois de seu divórcio. Bobbie dá ingressos para Michael para uma prévia de Star Wars, mas também aparece, o que leva Gina a confrontar Bobbie sobre seu comportamento em torno de Michael |              |                                 |                  |                                                         |                                              |                     |

### Temporada 2 (2005–06)
| N.º geral | N.º na temp. | Título                               | Dirigido por    | Escrito por                             | Exibição original       | Audiência nos EUA (milhões) |
| --- | ------------ | ------------------------------------ | --------------- | --------------------------------------- | ----------------------- | --------------------------- |
| 25–26 | 1–2          | "Joey and the Big Break"             | Kevin S. Bright | Scott Silveri & Robert Carlock          | 22 de setembro de 2005  | 7.80                        |
| As coisas ficam estranhas entre Joey e Alex depois de fazer sexo. Devido à popularidade de Joey em Deep Powder, Bobbie faz algumas exigências ultrajantes que levam a ele ser demitido. Gina começa a trabalhar para Bobbie. Uma jovem aspirante a atriz se muda para o complexo e acha que Michael é Joey. Ouvir vozes em sua cabeça faz com que Joey faça algumas audições. Gina começa a contar a todos as más notícias para Bobbie, Michael quer que Joey vá em um encontro duplo com ele, e Alex quer que Joey a leve em um encontro romântico, então ela se sente melhor em dormir com ele. |              |                                      |                 |                                         |                         |                             |
| 27 | 3            | "Joey and the Spanking"              | Kevin S. Bright | Michael Borkow                          | 29 de setembro de 2005  | 7.45                        |
| Joey tem que lidar com um ator infantil indisciplinado no set de seu novo filme. Para discipliná-lo, Joey bate nele. Gina ajuda Alex a encontrar um cara para que ela possa superar Joey. |              |                                      |                 |                                         |                         |                             |
| 28 | 4            | "Joey and the Stuntman"              | Kevin S. Bright | John Quaintance                         | 6 de outubro de 2005    | 7.18                        |
| O dublê de Joey o faz aprender seus maneirismos. Abby, o supervisor de roteiro do set de filmagem, que chateia Joey para memorizar suas falas, namora Michael, o que irrita Joey. Uma foto de Joey e Alex aparece em US Magazine, e Alex enlouquece depois que Joey deixa ela dizer à revista qual é o status de relacionamento deles. |              |                                      |                 |                                         |                         |                             |
| 29 | 5            | "Joey and the House"                 | Ben Weiss       | Brett Baer & Dave Finkel                | 13 de outubro de 2005   | 7.35                        |
| Joey pensa em comprar uma nova casa por causa da quantidade de dinheiro que está fazendo com seu novo filme. Depois de ajudar Bobbie com o controle da raiva, Alex descobre que ela também tem raiva por causa de seu relacionamento com Joey. |              |                                      |                 |                                         |                         |                             |
| 30 | 6            | "Joey and the ESL"                   | Peter Bonerz    | Vanessa McCarthy                        | 20 de outubro de 2005   | 7.60                        |
| Joey segue uma garota para um curso de inglês como segunda língua. Depois de perder um cliente para Bobbie, Gina tenta assinar o custo de Joey Benjamin Lockwood, o que irrita Joey. |              |                                      |                 |                                         |                         |                             |
| 31 | 7            | "Joey and the Poker"                 | Kevin S. Bright | Matt Hubbard                            | 3 de novembro de 2005   | 7.70                        |
| Joey e Alex jogam poker, mas Alex deixa Joey ganhar, então ele continua a jogar com ela. Por causa disso, ele decide jogar no Celebrity Poker Showdown . Zach tenta fazer com que Joey doe para o centro de recreação infantil. |              |                                      |                 |                                         |                         |                             |
| 32 | 8            | "Joey and the Sex Tape"              | Kevin S. Bright | Linda Videtti Figueiredo                | 10 de novembro de 2005  | 8.08                        |
| Joey tenta impedir uma mulher de liberar uma fita de sexo dele. Gina descobre que Bobbie não tem planos para seu aniversário de 40 anos. |              |                                      |                 |                                         |                         |                             |
| 33 | 9            | "Joey and the Musical"               | Gary Halvorson  | Vanessa McCarthy                        | 17 de novembro de 2005  | 8.02                        |
| Joey e Zach dirigem um musical estrelado por Gloria, a avó da namorada de Joey. Alex escreve uma carta para Joey como uma maneira de desabafar sua raiva, mas Joey lê e pensa que é sobre Eric. A mãe de Bobbie quer um papel no musical. |              |                                      |                 |                                         |                         |                             |
| 34 | 10           | "Joey and the Bachelor Thanksgiving" | Kevin S. Bright | John Quaintance                         | 24 de novembro de 2005  | 5.46                        |
| Apesar de Gina gastar muito tempo planejando o jantar de Ação de Graças, Joey decide ir ao seu vizinho solteiro, a festa de Dean. Joey encontra artefatos nativos americanos antigos em seu quintal e, acidentalmente, os entrega. |              |                                      |                 |                                         |                         |                             |
| 35 | 11           | "Joey and the High School Friend"    | Sheldon Epps    | Michael Borkow                          | 8 de dezembro de 2005   | 7.77                        |
| O melhor amigo do ensino médio de Joey, Jimmy, o visita. Acontece que a amizade deles terminou abruptamente porque Gina estava secretamente dormindo com ele. A equipe do filme de Joey usa leite com chocolate como código para a maconha, mas Joey acha que eles estão realmente falando sobre o leite com chocolate. Joey acha que Jimmy é o pai de Michael. |              |                                      |                 |                                         |                         |                             |
| 36 | 12           | "Joey and the Tijuana Trip"          | Gary Halvorson  | Robert Carlock                          | 15 de dezembro de 2005  | 7.99                        |
| Joey e os caras vão para Tijuana depois que Michael termina com Abby. Depois que Dean critica o estilo de vida de Alex, ela e Gina vão a uma festa para se divertir. |              |                                      |                 |                                         |                         |                             |
| 37 | 13           | "Joey and the Christmas Party"       | Gary Halvorson  | Matt Hubbard & Linda Videtti Figueiredo | 15 de dezembro de 2005  | 7.99                        |
| Joey descobre que Alex está apaixonado por ele. Joey dá uma festa de Natal. |              |                                      |                 |                                         |                         |                             |
| 38 | 14           | "Joey and the Snowball Fight"        | Gary Halvorson  | Tracy Reilly & Matt Hubbard             | 7 de março de 2006      | 4.09                        |
| Joey quer estar com Alex, mas ela está namorando Dean. A figura de ação do personagem de Joey tem problemas. Gina pensa que está grávida e Jimmy deve lidar com as perspectivas de ser pai. |              |                                      |                 |                                         |                         |                             |
| 39 | 15           | "Joey and the Dad"                   | Kevin S. Bright | Robert Carlock & John Quaintance        | 18 de abril de 2006[A]  | N/A                         |
| Joey leva seu pai para a estréia do filme, que desaprova a carreira de Joey, que é alheio a ele até que Alex diz a ele. O outdoor de Joey fica ao lado de Carmen Electra, que está recebendo muito mais atenção do que a dele. |              |                                      |                 |                                         |                         |                             |
| 40 | 16           | "Joey and the Party for Alex"        | Gil Cates Jr.   | Vanessa McCarthy                        | 9 de maio de 2006[B]    | N/A                         |
| Os sentimentos de Joey por Alex ficam mais fortes. Dean faz uma festa para o aniversário de 30 anos de Alex e planeja propor. Enquanto isso, Gina e Jimmy decidem fazer tatuagens juntos. |              |                                      |                 |                                         |                         |                             |
| 41 | 17           | "Joey and the Big Move"              | Gary Halvorson  | Jean Yu                                 | 16 de maio de 2006[C]   | N/A                         |
| Joey finalmente se muda para sua casa, mas um incêndio a destrói. Jimmy descobre que ele é o pai de Michael, e ele e Joey tentam obter o DNA de Michael sem que ele saiba, para que possam realizar um teste de paternidade. Enquanto isso, Michael consegue novos colegas de quarto. |              |                                      |                 |                                         |                         |                             |
| 42 | 18           | "Joey and the Beard"                 | Peter Bonerz    | Dan Holden & Linda Videtti Figueiredo   | 23 de maio de 2006[C]   | N/A                         |
| Joey namora a famosa atriz Edie, mas não sabe que ela só precisa dele como beard. Jimmy se muda com Gina. |              |                                      |                 |                                         |                         |                             |
| 43 | 19           | "Joey and the Critic"                | Ben Weiss       | Michael Borkow                          | 30 de maio de 2006[A]   | N/A                         |
| O filme de Joey está recebendo ótimas críticas, exceto que um crítico atribui 0%. O crítico acaba por ser uma menina de 11 anos. Joey começa sua própria produtora e contrata Jimmy, mas as coisas não correm bem. Alex termina com Dean, mas precisa de Joey para ser sua amiga. |              |                                      |                 |                                         |                         |                             |
| 44 | 20           | "Joey and the Actor's Studio"        | Kevin S. Bright | John Quaintance                         | 6 de junho de 2006[A]   | N/A                         |
| Joey aparece em Inside the Actors Studio. Lá, Alex descobre o quanto Joey tratou algumas mulheres no passado e não tem certeza se ela quer sair com Joey. Joey e Jimmy se inscrevem para um teste clínico para testar novos medicamentos, para que Jimmy possa pagar um anel para propor a Gina. |              |                                      |                 |                                         |                         |                             |
| 45 | 21           | "Joey and the Holding Hands"         | Peter Bonerz    | Vanessa McCarthy & Robert Carlock       | 28 de junho de 2006[C]  | N/A                         |
| O relacionamento sexual de Joey com Alex é ótimo, mas ele quer uma conexão mais profunda. Michael conhece uma mulher online chamada sexysteve87. Depois que Gina aceita a proposta de Jimmy, ela descobre que ele já é casado. |              |                                      |                 |                                         |                         |                             |
| 46 | 22           | "Joey and the Wedding"               | Kevin S. Bright | Alison Flierl & John Quaintance         | 23 de agosto de 2006[C] | N/A                         |
| Depois que Alex fica realmente animado sobre o planejamento do casamento, Joey acha que ela quer se casar. No entanto, acontece que ela não quer se casar nunca. Michael acha que ele é o melhor homem, embora Jimmy tenha perguntado a Joey. Jimmy e Gina ficam com medo antes do casamento. |              |                                      |                 |                                         |                         |                             |

A Primeira transmissão na Irlanda pela RTÉ2
B Primeira transmissão na América Latina pela WBTV e Noruega pela TV 2
C Primeira transmissão na América Latina pela WBTV